# Göxe
Göxe [ˈgøːksə] ist ein Dorf und Ortsteil der Mittelstadt Barsinghausen in der niedersächsischen Region Hannover.

## Geografie
Göxe befindet sich im nordöstlichen Teil der Stadt Barsinghausen. Im Ort kreuzen sich die Landesstraße 390 mit der Bundesstraße 65.

## Geschichte
Göxe wird erstmals im Jahre 1266 in einer Urkunde als „Gokesse“ erwähnt. Diese Bezeichnung bedeutet so viel wie „zu den Häusern des Gogo“.
Der Ort lag dicht an der mittelalterlichen Handelsstraße, die Hildesheim und Braunschweig mit den Städten Westfalens verband und deren Verlauf weitgehend dem der heutigen B 65 entspricht.

### Eingemeindungen
Göxe vereinte sich am 1. Juli 1968 mit den Gemeinden Eckerde, Großgoltern, Nordgoltern und Stemmen zur Gemeinde Goltern.
Am 1. März 1974 erfolgte im Rahmen der Gebietsreform in Niedersachsen die Eingliederung der Gemeinde Goltern in die Stadt Barsinghausen, die heute über 18 Ortsteile verfügt.

### Einwohnerentwicklung
| Jahr | Einwohner | Quelle      |
| ---- | --------- | ----------- |
| 1910 | 186       | [ 5 ]       |
| 1925 | 166       | [ 6 ]       |
| 1933 | 147       | [ 6 ]       |
| 1939 | 146       | [ 6 ]       |
| 1950 | 314       | [ 1 ] [ 7 ] |
| 1956 | 295       | [ 1 ]       |
| 1961 | 344       | [ 7 ]       |
| 2010 | 535       | [ 2 ]       |

|  |

## Politik

### Stadtrat und Bürgermeister
Göxe wird auf kommunaler Ebene von dem Rat der Stadt Barsinghausen vertreten.

### Wappen
Der Entwurf des Kommunalwappens von Göxe stammt von dem Heraldiker und Grafiker Alfred Brecht, der zahlreiche Wappen in der Region Hannover erschaffen hat. Die Genehmigung des Wappens wurde am 10. November 1959 durch den Regierungspräsidenten in Hannover erteilt.
| Wappen von Göxe | Blasonierung: „In Blau aus grünem Schildfuß eine goldene Eiche mit sieben Blättern und vier Eicheln, davor in Silber der „Lügenstein“, eine runde Steinplatte auf drei Stützen.“ |
| Wappen von Göxe | Wappenbegründung: Die in ungebrochener Lebenskraft wachsende mehrhundertjährige Rieseneiche ist eine Zierde des Dorfes und ein stummer Zeuge aus der Vergangenheit in die Zukunft, der Stein zu ihren Füßen aber weist in die Frühgeschichte des Ortes, so dass beide als Symbole für ein zu gestaltendendes Wappen dem Rat der Gemeinde gefallen haben. Bei dem Deckstein handelt es sich jedoch nicht um den ursprünglichen Sandstein, welcher als germanische Opferstätte genutzt wurde, sondern um den Mühlstein des benachbarten Ortes Stemmen. Der Ort lieferte, wegen eines Frevels, um das Jahr 1885 diesen Ersatzstein, weil Jugendliche aus Stemmen im Übermut den Urstein wie ein Wagenrad durch den Ort rollten, bis er dabei umkippte und zerbrach. |

## Kultur und Sehenswürdigkeiten

### Naturdenkmale
- Eiche mit Teufelsstein (Bundesstraße 65 / Ecke Lügensteinstraße) – Die Hundertjährige Eiche am Lügenstein ist ein ortsbildprägender Baum. Der originale Lügenstein wurde im 18. Jahrhundert zerbrochen, als Baumaterial verwendet und durch einen Mühlstein ersetzt. Eiche und Steine finden beide Verwendung im Ortswappen.
- Eichengruppe (nördlicher Böschungsrand an der Haferriede) – Landschaftsprägende Baumreihe

### Fotogalerie

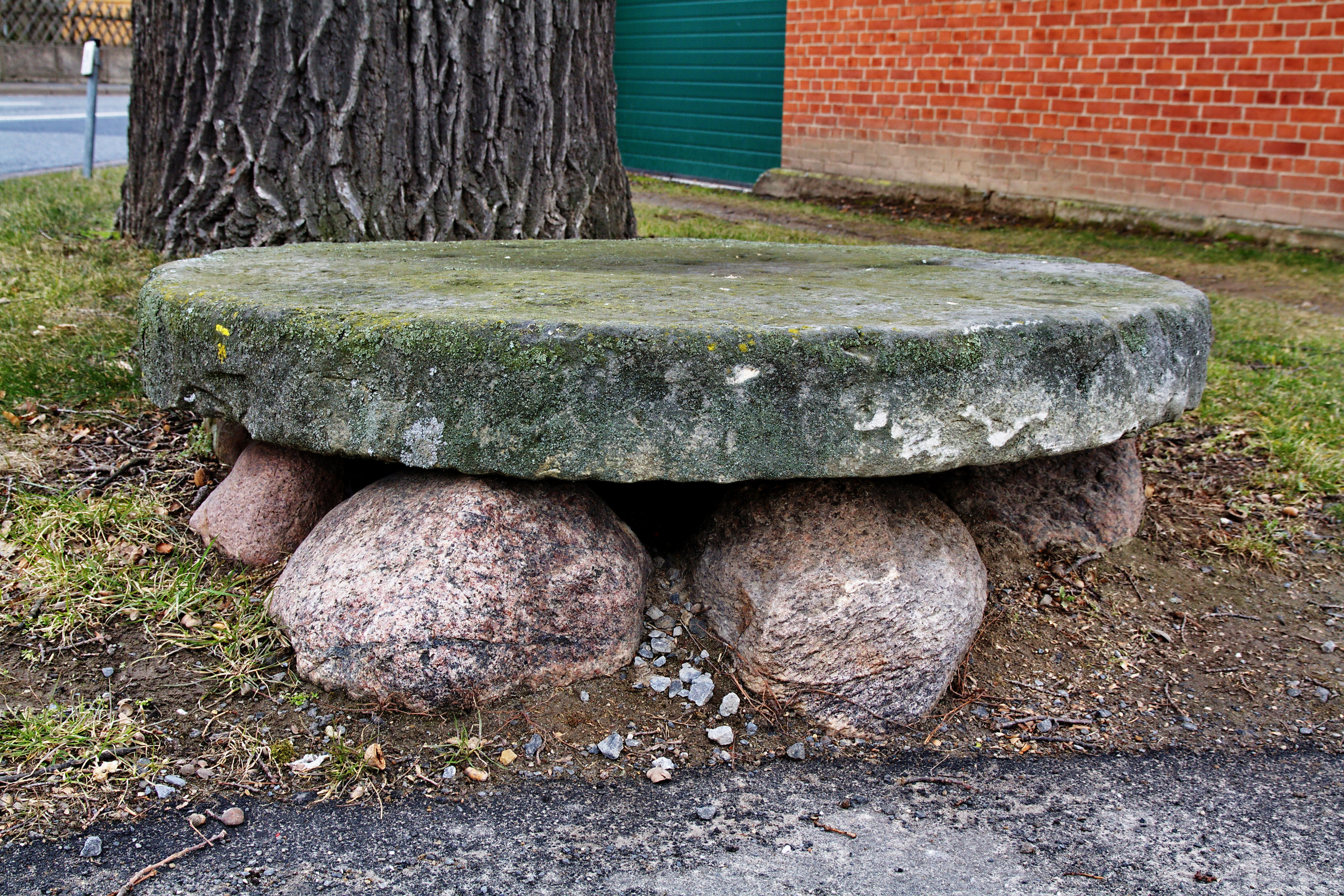
Lügenstein
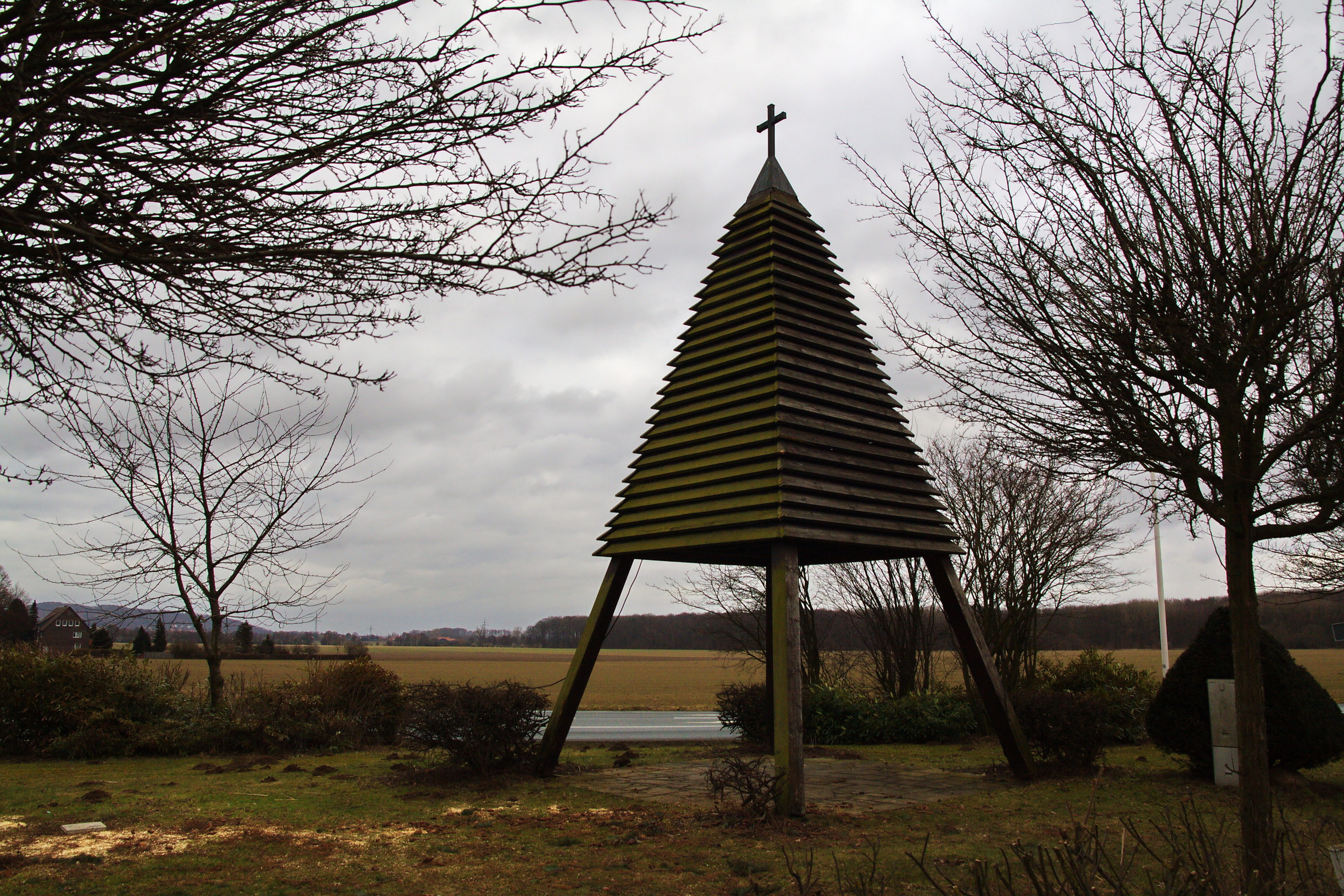
Glockenturm
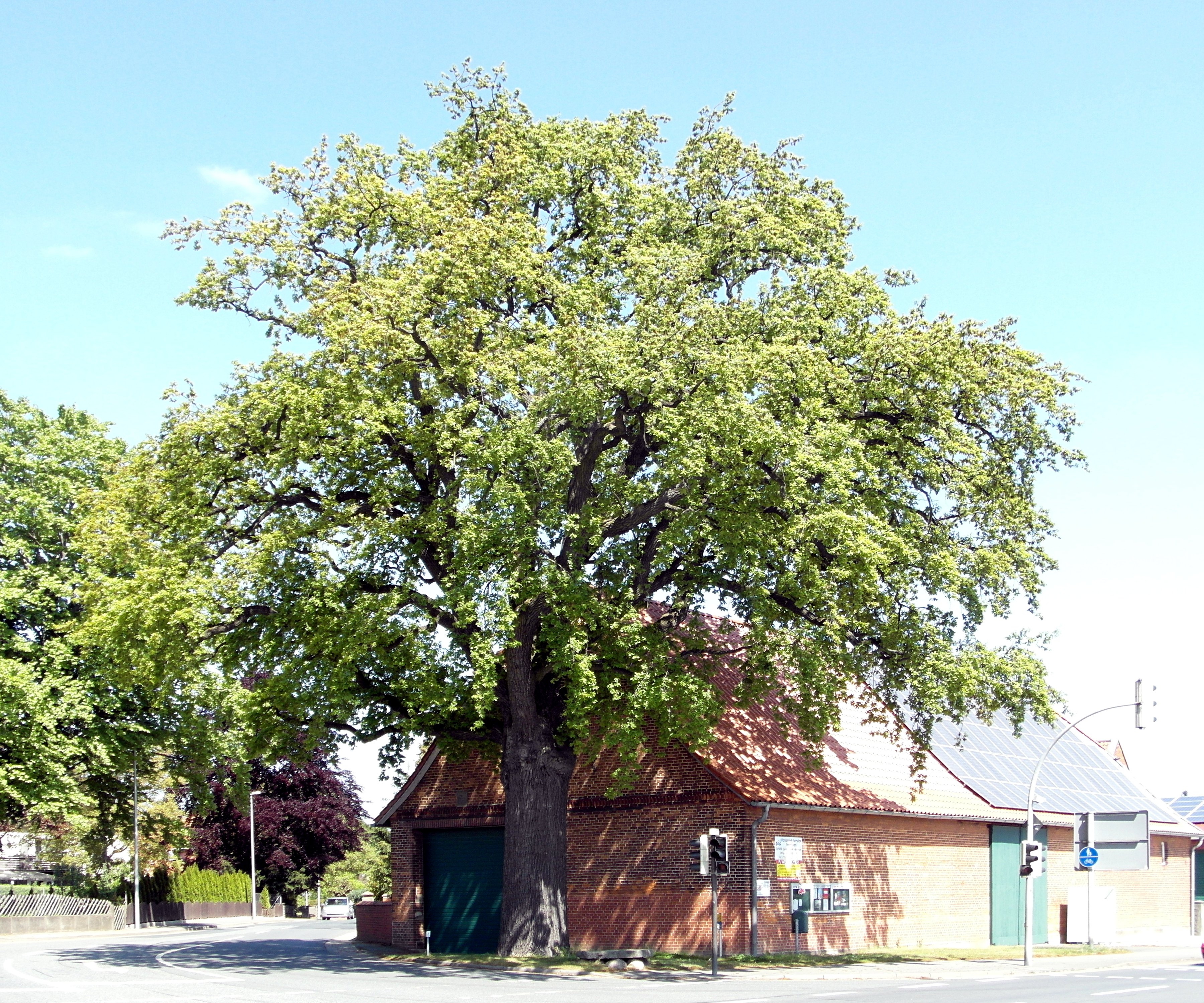
Eiche mit Teufelsstein (Lügenstein)
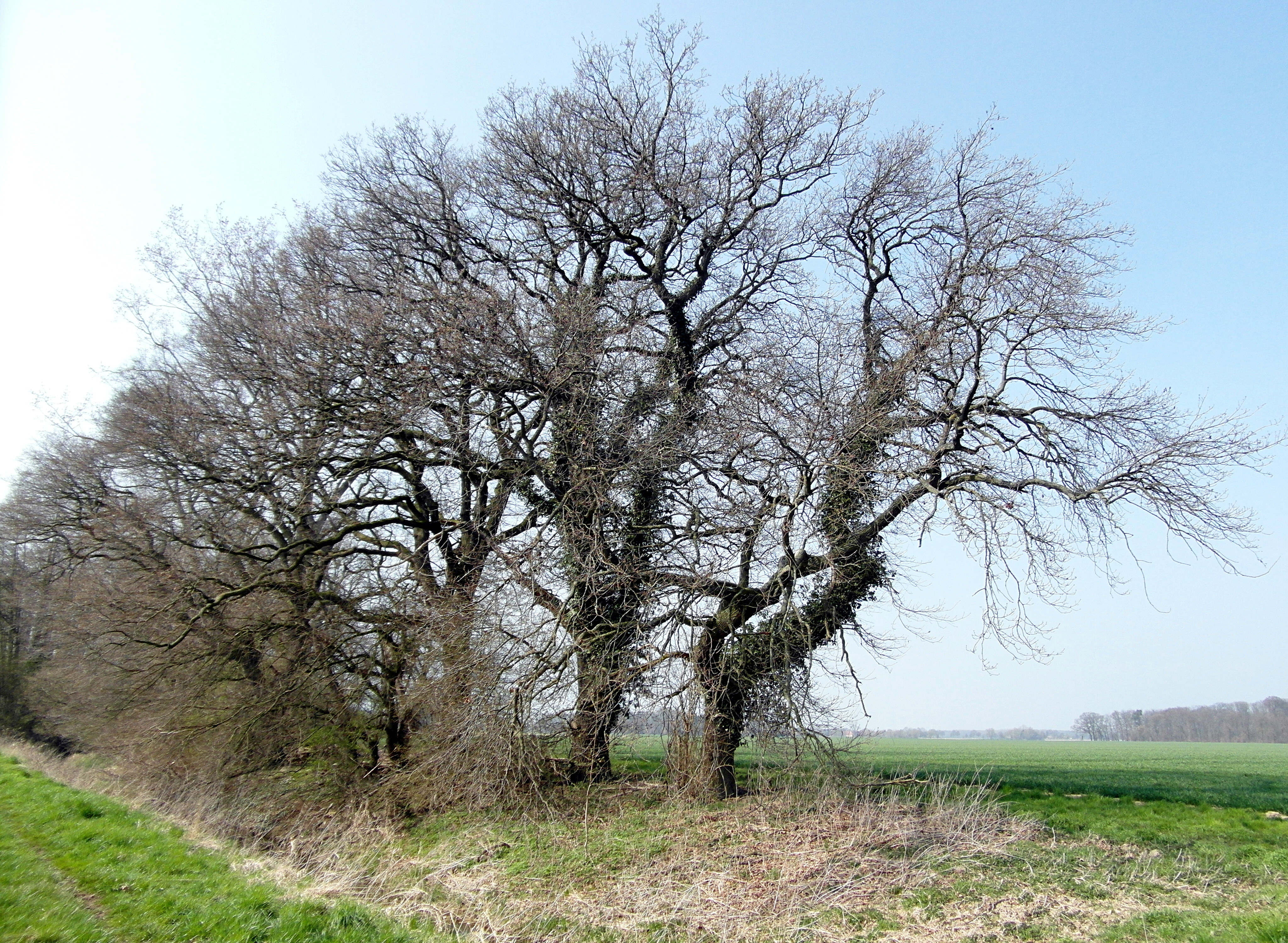
Eichengruppe an der Haferriede

## Wirtschaft und Infrastruktur
Unternehmen
- AGRAVIS Technik Weser-Aller – Traktorenwerkstatt und Verkaufsraum der Raiffeisen für das gesamte Wesergebiet
- VISION Lasertechnik – Produktion und Entwicklung von industriellen und medizinischen Lasern im Bunker einer ehemaligen Reservevermittlungsstelle aus der Zeit des Kalten Krieges

## Persönlichkeiten
Personen, die mit dem Ort in Verbindung stehen
- August Christian von Witzendorff (1704–1763), Jurist, Hofrichter im Herzogtum Sachsen-Lauenburg und Domdekan im Hochstift Lübeck, er besaß umfangreichen Grundbesitz u. a. in Göxe
- Adolf Friedrich von Witzendorff (1747–1818), Gutsherr und der letzte Dompropst im Hochstift Lübeck, er besaß umfangreichen Grundbesitz u. a. in Göxe
- Güney Artak (* 1988), Kickboxer, 2017 erhielt er den Titel als Weltmeister im Schwergewicht der World Boxing Union (WBU), wohnte in Göxe